# قانون کلایبر

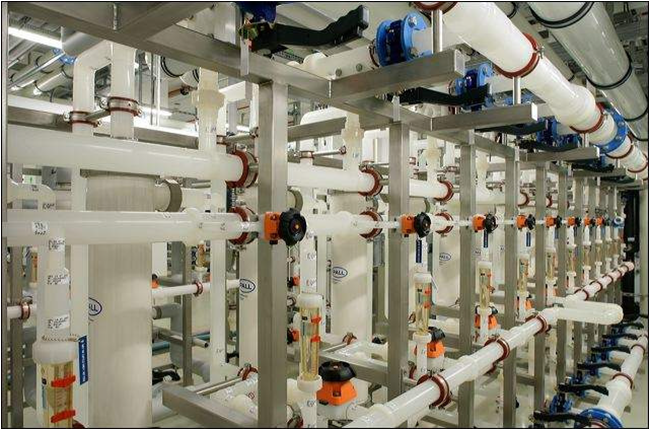
تأسیسات آب فراخالص با لوله‌های پی‌وی‌دی‌اف.

به بیان ساده، قانون کلایبر پیشنهاد کرده‌است که «اندازه ویفر سیلیکون، بیشترین قطر لوله‌کشی آب فوق خالص مورد نیاز در یک کارخانه ویفر نیم‌رسانا را تعیین می‌کند.»
از آب فراخالص (UPW) به‌طور گسترده‌ای در مراحل برساخت ریزتراشه‌های رایانه استفاده می‌شود. این ریزتراشه‌ها روی زیرلایه‌های نازک و گرد سیلیکون برساخته می‌شوند که نامیده می‌شوند.
از دهه ۱۹۹۰، لوله‌ها، اتصالات و شیرآلات مورد استفاده برای حمل یوپی‌دبلیو به‌طور چشمگیری قطر را افزایش داده و در نتیجه، حجم تحویلی یا گالن بر دقیقه نیز افزایش یافته‌است. پلی‌وینیلیدین فلورید (PVDF) ماده انتخابی برای مجاری بزرگتر برای انتقال یوپی‌دبلیو بوده‌است. پی‌وی‌دی‌اف همچنین در ASTM D 5127 - 07 راهنمای استاندارد برای آب فراخالص مورد استفاده در صنایع الکترونیک و نیم‌رسانا برای حفظ بالاترین کیفیت آب مورد نیاز است.

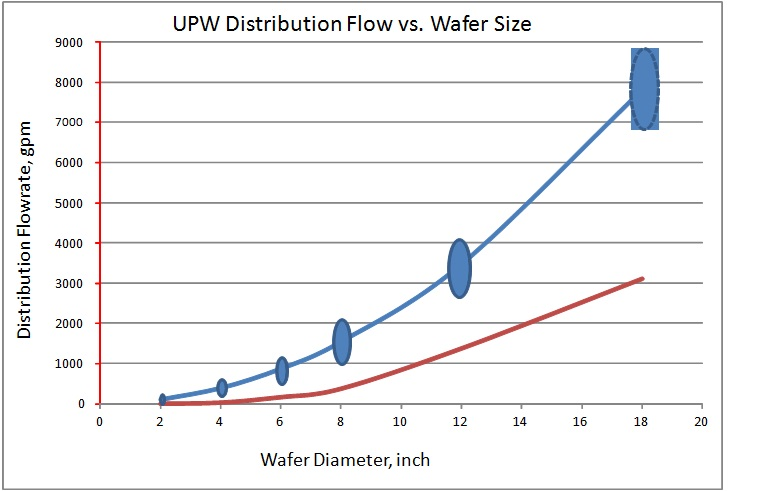
رابطه بین جریان آب فراخالص و اندازه ویفر.

در اوایل دهه ۱۹۹۰ مشاهده ای که توسط دکتر فلیکس کلایبر انجام شد از آن به عنوان قانون کلایبر نام برده می‌شود. وی تشخیص داد که پرش نیم‌رسانا از استفاده از ویفرهای سیلیکونی با قطر ۱۰۰ میلی‌متر تا ۱۵۰ میلی‌متر (زمانی که بزرگترین مجاری در سامانه‌های یوپی‌دبلیو پی‌وی‌دی‌اف فقط ۱۱۰ میلی‌متر قطر خارجی داشتند) به زودی نیاز به لوله‌های بزرگتر ۱۶۰ میلی‌متری پی‌وی‌دی‌اف را به دنبال دارد.